# Emilio Berio
Emilio Berio, född 13 oktober 1905, död 28 oktober 1993 i Genua, var en italiensk entomolog.
Berio började studera fjärilar redan i tidig ålder och var främst intresserad av nattfjärilar. Han beskrev totalt 1 152 nya taxon, varav 133 släkten och 836 arter,
Auktorsnamnet Berio kan användas för Emilio Berio i samband med ett vetenskapligt namn inom zoologin; se Wikipedia-artiklar som länkar till auktorsnamnet.
|  | Wikispecies har information om Emilio Berio. |